# Hot Shots!
Hot Shots! è un film del 1991 diretto da Jim Abrahams. Appartenente al filone della "comicità demenziale", genere particolarmente fecondo tra la fine degli anni '80 e gli inizi degli anni '90, il film è una parodia di pellicole cinematografiche allora molto famose, in particolare Top Gun.

## Trama
Topper Harley è un pilota della Marina degli Stati Uniti congedato per aver disobbedito ad un ordine diretto, figlio di un ex pilota ritenuto responsabile di un incidente aereo nel quale aveva perso la vita un compagno d'armi. Il giovane risulta essere un pilota molto capace, tuttavia un po' ribelle e con qualche problema caratteriale a causa di un sempre presente conflitto interiore col padre al quale viene spesso paragonato.
Reintegrato nell'arma per prendere parte alla delicata missione "Donnola Addormentata" incontra una giovane psicologa, Ramada, la quale cerca di sondarne le facoltà intellettive ed i limiti. I due lentamente si innamorano, proprio mentre Topper inizia ad entrare in competizione con Kent Gregory, pilota anch'egli, figlio dell'uomo che perì a causa del padre di Topper, nonché ex fidanzato di Ramada. Sul punto di essere costretto ad abbandonare definitivamente gli aerei della Marina militare americana, Topper si rende conto che è in atto un sabotaggio per far fallire la missione per la quale era stato richiamato.

## Curiosità
Il film è una parodia di Top Gun, ma vengono parodiati anche altri film, quali Full Metal Jacket, Cocktail, Il colore dei soldi, Rocky, Via col vento, 9 settimane e ½, Cool as ice, Balla coi lupi, Il maratoneta e Superman.
Il caccia denominato "Oscar EW-5894 Fallus" è in realtà un Folland Gnat T.Mk.1, addestratore che non ha mai avuto una versione da portaerei e le riprese sono state fatte su un finto ponte di volo in una base dismessa della US Navy.

## Distribuzione

### Divieti
Negli Stati Uniti d'America la MPAA ha classificato il film come parents strongly cautioned (PG-13).

## Accoglienza

### Incassi
Il film, che ha esordito al primo posto del botteghino statunitense, ha incassato oltre 180 milioni di dollari in tutto il mondo.

### Critica
Sul sito web di recensioni Rotten Tomatoes, il film ha un rating di approvazione del 85%, sulla base di 26 recensioni, e un voto medio di 6,5/10. Su Metacritic ha un punteggio medio ponderato di 61 su 100, basato su 18 recensioni di critici, che indica "recensioni generalmente positive".

## Sequel
Il film ha avuto un sequel nel 1993: Hot Shots! 2.